# Ivan Kral
Ivan Kral (Praga, 12 de maio de 1948 – 2 de fevereiro de 2020) foi um compositor, músico e cineasta tcheco naturalizado estadunidense. Conhecido por ter contribuído para o trabalho de artistas como Patti Smith, Iggy Pop e John Cale.
Morreu no dia 2 de fevereiro de 2020, aos 71 anos.